# BAR 1918
BAR 1918 (Browning Automatic Rifle M 1918)  je americká automatická zbraň zaujímající prostřední místo mezi samočinnými puškami a lehkými kulomety. Tato kategorie se někdy označuje jako těžké automatické pušky. Byla používána jako standardní lehký kulomet ve výzbroji amerického pěšího družstva od let první světové války, až do nahrazení lehkým kulometem M 60.

## Historie
V roce 1916 začal John M. Browning pracovat na novém typu automatické zbraně, kterou nazval Browningova automatická puška (Browning's Automatic Rifle - BAR). Tato zbraň měla velikost běžné samonabíjecí pušky, ovšem s dvojnásobnou hmotností. Umožňovala střelbu jednotlivými ranami i dávkou a po přidání sklopné dvojnožky mohla sloužit také jako lehký kulomet.
Zbraň byla předvedena zástupcům americké armády v únoru 1917 a ihned po vstupu USA do války proti Německu byly u zbrojovek Colt, Winchester a Marlin Firearms objednány velké série této zbraně. Zbraň byla původně navržena pro podporu pěchoty při zákopové válce. Nová taktika opírající se o tuto zbraň počítala s nasazením několika střelců vyzbrojených BARy, kteří budou podpůrnou palbou pomáhat jednotkám při postupu proti nepřátelským zákopům. Střelec měl střílet při chůzi od pasu. Pažbu si přitom měl opírat o brašnu se zásobníky připevněnou na pravém boku. V praxi ale nebyla zbraň vojáky používána tak jak bylo zamýšleno. Vojáci raději BAR používali jako samonabíjecí pušku nebo jako kulomet v zákopech.

## Konstrukce
Zbraň pracuje na principu odběru prachových plynů z vývrtu hlavně. Uzamykání závěru prostřednictvím výkyvné závory. Schránkový odnímatelný zásobník na 20 nábojů ráže .30-06 Springfield. Střelba je možná jednotlivými ranami i dávkou. Sklopná dvojnožka připevněná u ústí hlavně. Verze M 1918 A2 má přenášecí rukojeť umístěnou na horní straně pouzdra závěru.

## Použití a varianty

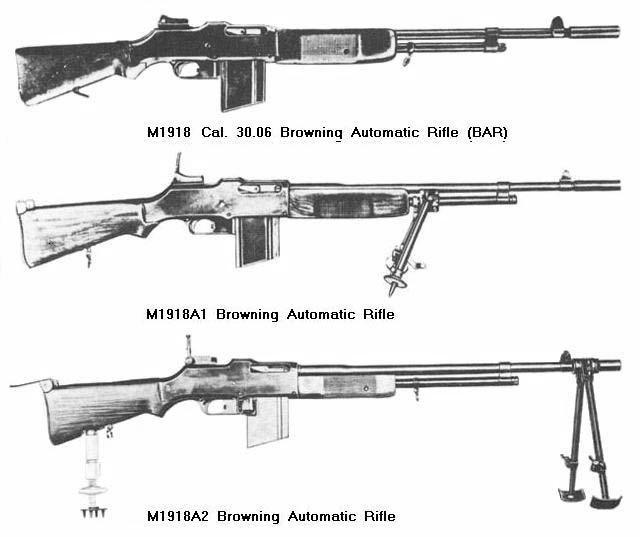
Hlavní varianty americké BAR M1918

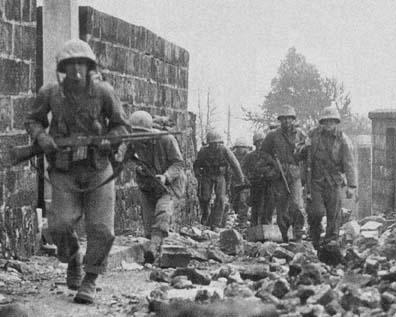
Vojáci americké námořní pěchoty s kulometem BAR 1918 (Okinawa 1945)

Výroba typu M 1918 probíhala od let první světové války v počtu 85 000 kusů. V roce 1937 bylo modifikováno menší množství kusů na verzi M 1918 A1.
V meziválečném období vzniklo v Americe několik modifikaci BARu z nichž asi nepokročilejší byl Monitor představený zbrojovkou Colt v roce 1931. Tato modifikace určená pro FBI a vězeňskou stráž zahrnoval pistolovou rukojeť a kompenzátor zdvihu. Rovněž byla zbraň zkrácena, odlehčena a dvojnožka byla odstraněna.
V roce 1940 byla objednána velká zakázka varianty M 1918 A2, původně byly armádě předložené vylepšené verze, které zahrnovaly například pistolovou rukojeť a lepší dvojnožku, které zajišťovali lepší ergonomii při střelbě. Armáda se ale rozhodla tyto vylepšení nepřijmout, protože by znemožnily přestavbu starší verze M 1918. Oproti verzi M 1918 ztratila nová varianta možnost poloautomatické střelby, přibyl ale přepínač mezi pomalou a rychlou střelbou. Varianta M 1918 A2 byla užívána jako standardní lehký kulomet americké armády a námořní pěchoty. Ačkoliv pro tyto účely nebyl příliš ideální z důvodu malé kapacity zásobníku, udržel se v této pozici až do začátku 60. let. V průběhu druhé světové války tuto zbraň vyráběly firmy New England Arms Company a International Business Machines v celkovém počtu 208 380 kusů. Zbraň byla rozšířena v řadě spřátelených armád a v některých rozvojových zemích slouží dodnes.
Licenční výroba zdokonalené verze probíhala v Belgii jako Lehký kulomet FN Mle 1930 (ráže 7,65x53 mm), která byla po okupaci země používána rovněž německou armádou.
V Polsku bylo zařazeno do výzbroje 10 000 kusů této zbraně belgické výroby jako Lehký kulomet wz. 1926 (v ráži 7,92x57 mm) a později probíhala rovněž licenční výroba ve varšavské zbrojovce jako Lehký kulomet wz. 1928. Rovněž bylo 1880 kusů polské výroby exportováno do zahraničí. V září 1939 v počtu 11 000 kusů tvořil tento kulomet standardní výzbroj polské armády. V průběhu druhé světové války byly ukořistěné polské kulomety rovněž používány německou a sovětskou armádou.
Exportní verze kulometu BAR Browning M 1919 (upravená pro ráži 7,92 mm Mauser) byla rovněž neúspěšně nabízena Československé armádě v meziválečném období.

## Příslušenství
BAR měl nosný řemen z kůže podobný řemenu pro samonabíjecí pušku M1 Garand. Zásobníky se nosily v opascích M1918 a M1938 se 7 a 8 kapsičkami, do které se vešly dva zásobníky. Byly používány též bandalíry.